# Mount Birkenmajer
Mount Birkenmajer är ett berg i Antarktis. Det ligger i Sydshetlandsöarna. Argentina, Chile och Storbritannien gör anspråk på området. Toppen på Mount Birkenmajer är 360 meter över havet.
Terrängen runt Mount Birkenmajer är kuperad. Havet är nära Birkenmajer åt sydväst. Trakten är glest befolkad. Närmaste befolkade plats är Commandante Ferraz Station, 1,9 kilometer söder om Mount Birkenmajer. 